# Ludvig Mathias Lindeman

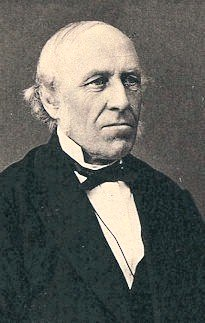
Ludvig Mathias Lindeman

Ludvig Mathias Lindeman (Trondhjem, 28 november 1812 - Christiania, 23 mei 1887) was een Noorse componist. 
Hij was de zoon van de organist Ole Andreas Lindeman. Hij studeerde muziek en theologie en werd in 1846 organist in Christiania en zangpedagoog aan het Luthers seminarie aldaar. Met zijn zoon Peter Byrnie Lindeman richtte hij in 1883 het conservatorium van Christiania op. Lindeman componeerde preludes en fuga's voor orgel en liederen. Hij bezorgde de uitgave van Ældre og nyere norske Fjeldmelodier, een collectie Noorse volksliederen, waarop Edvard Grieg en Johan Svendsen in hun werk teruggrepen. 
In de Dom van Oslo is een portretbuste van Lindeman te zien.
- Bibsys: 90099426
- Biblioteca Nacional de España: XX5599557
- Bibliothèque nationale de France: cb14802223s (data)
- Gemeinsame Normdatei: 119512572
- International Standard Name Identifier: 0000 0001 0965 6848
- KulturNav: 133e64e4-8c30-45bc-92ff-2f9f4f1d3854
- Library of Congress Control Number: n81038654
- Nationale Bibliotheek van Letland: 000349217
- MusicBrainz: 2cc6bf8d-412a-4281-b6c5-ba89c2b7741f
- Nederlandse Thesaurus van Auteursnamen: 068340281
- Istituto Centrale per il Catalogo Unico: MUSV039052
- LIBRIS: 232690
- Système universitaire de documentation: 20101730X
- Virtual International Authority File: 40190301
- WorldCat: E39PBJtrRv4BB8tFWPrkTJgFrq